# Maurice Jacob
Pour les articles homonymes, voir Jacob (homonymie).
Maurice René Michel Jacob (28 mars 1933 - 2 mai 2007) est un physicien français spécialiste en physique des particules.

## Biographie
Maurice Jacob étudie à l'École normale supérieure de 1953 à 1957 et devient agrégé en Sciences Physiques. Au cours d'un séjour au Brookhaven National Laboratory en 1959, il développe avec Gian-Carlo Wick le formalisme d'amplitude d'hélicité pour la diffusion de particules élémentaires.  En 1961, il obtient un doctorat sur ce sujet à l'Université de Paris puis part comme post-doctorant à Caltech- Il travaille  à Saclay de 1961 à 1967. Depuis 1967, il travaille  au CERN  jusqu'à sa retraite en 1998. De 1982 à 1988, il a dirigé la division de physique théorique du CERN et dans les années 1990, il était responsable des relations du CERN avec ses États membres.
Les travaux de recherche de Maurice Jacob portent sur la génération d'hadrons, notamment  l'étude du plasma quarks-gluons dans les explosions ioniques fortes ainsi qu'à la  physique des accélérateurs avec Tai Tsun Wu et Georges Charpak.
Il soutient Carlo Rubbia lors de la construction du collisionneur proton-antiproton  dans les années 1980.
Il préside la Société française de physique de 1985 à 2002 et de 1991 à 1993 Président de la Société Européenne de Physique. En 1993, il devient  membre de la société américaine de physique. Il est corédacteur en chef de Physics Letters B et Physics Reports.
Il est nommé membre du conseil scientifique du CNRS en 1988.
Il est membre correspondant de l'Académie  des sciences depuis 1977  membre de l'Académie suédoise des sciences et de l'Academia Europaea et également conseiller scientifique auprès de  l'Agence spatiale européenne.

## Distinctions
- 1967 médaille d'argent du CNRS
- Chevalier de la Légion d'honneur,

## Famille
Il est le fils du professeur d'université Maurice Jacob (16 septembre 1909 - 23 mars 2003), le père de l'actrice Irène Jacob et du guitariste de jazz Francis Jacob, ainsi que le beau-père de l'acteur Jérôme Kircher et enfin le grand-père des acteurs Paul Kircher et Samuel Kircher.